# Knipy
Knipy (deutsch Knipstein) ist ein Dorf in der polnischen Woiwodschaft Ermland-Masuren. Es gehört zur Landgemeinde Lidzbark Warmiński (Heilsberg) im Powiat Lidzbarski (Kreis Heilsberg).

## Geographische Lage
Knipy liegt im nördlichen Westen der Woiwodschaft Ermland-Masuren, sechs Kilometer östlich der Kreisstadt Lidzbark Warmiński (Heilsberg).

## Geschichte
Das Dorf Knipstein wurde 1874 in den neu errichteten Amtsbezirk eingegliedert. Der gehörte zum ostpreußischen Kreis Heilsberg im Regierungsbezirk Königsberg.
300 Einwohner zählte das Dorf im Jahre 1910. Ihre Zahl belief sich im Jahre 1933 auf 297 und im Jahre 1939 auf 270.
Als 1945 in Kriegsfolge das gesamte südliche Ostpreußen an Polen fiel, erhielt Knipstein die polnische Namensform „Knipy“. Heute ist das Dorf eine Ortschaft im Verbund der Gmina Lidzbark Warmiński (Landgemeinde Heilsberg) im Powiat Lidzbarski (Kreis Heilsberg), von 1975 bis 1998 der Woiwodschaft Olsztyn, seither der Woiwodschaft Ermland-Masuren zugehörig. Im Jahre 2021 wies Knipy 141 Einwohner auf.

## Religion
Kirchlich gehörte Knipstein bis 1945 zur römisch-katholischen Pfarrei Heilsberg im damaligen Bistum Ermland sowie zur evangelischen Kirche Heilsberg in der Kirchenprovinz Ostpreußen der Kirche der Altpreußischen Union.
Heute ist Knipy in die römisch-katholische Kirche Rogóż (Roggenhausen) im Erzbistum Ermland, außerdem in die Diözese Masuren der Evangelisch-Augsburgischen Kirche in Polen eingepfarrt.

## Verkehr
In Knipy kreuzen sich zwei Nebenstraße, die von Lidzbark Warmiński (Heilsberg) nach Krekole (Krekollen) bzw. von Rogóż (Roggenhausen) nach Sarnowo (Rehagen) führen. Außerdem endet in Knipy eine vom Nachbarort Markajmy (Markeim) kommende Straße.
Bis 1945 war der Bahnhof in Heilsberg die nächste Bahnstation. Sie lag an der heute nicht mehr existierenden Bahnstrecke Schlobitten–Wormditt–Bischdorf–Rastenburg–Angerburg.